# Замок Гленвех
Замок Гленвег (англ. Glenveagh Castle, ірл. Caisleán Ghleann Bheatha — Кашлен Глен Бега) — один із замків Ірландії, розташований в графстві Донеґол. Замок побудований в стилі замків шотландських баронів. Замок стоїть біля селищ Черчілл та Гвідор. Нині замок розташований в національному парку Гленвіл. Замок будувався з 1870 по 1873 рік. Замок оточений садом, знаходиться серед гір, озер, лісів, ущелин. Біля замку живе стадо благородних оленів. Замок і оточуючі землі були подаровані ірландському народу у 1981 році Генрі Пламер МакІлгенні з Філадельфії, що придбав цей замок і землі в 1937 році. Замок відвідували такі відомі люди як Чарлі Чаплін, Мерилін Монро, Кларк Гейбл, Грета Гарбо. Ірландська назва замку перекладається як «Замок Долини Беріз».

## Капітан Адайр
Замок Гленвех збудував у 1873 році капітан Джон Джордж Адайр (1823—1885), що народився в Ірландії в графстві Леїш. Він заробив свій капітал торгуючи землею в Сполучених Штатах, потім він повернувся в Ірландію і купив величезні за площею землі в графстві Донеґол. Джон Джордж Адайр одружився в 1869 році з Корнелією Вадсворт Річі — дочкою Джеймса Вадсворта, генерала, що воював під час Громадянської війни в США на стороні Півночі (Союзу). Разом вони планували будівництво замку. Амбіції Джона Джорджа Адайра були величезні: він планував збудувати замок, який би перевершив у всьому замок Балморал — шотландську резиденцію королеви Великої Британії. Капітана Адайра згадують «з любов’ю» в графстві Донеґол. Він вигнав зі своїх земель 224 селян  під час будівництва замку. В історію вони ввійшли як «Виселення Деррівег». Тому Джон Джордж Адайр став в Ірландії символом жорстокості. Він купив маєтки Глевіл та Гартан в 1859 році і розширив маєток до 28 000 акрів.
Одразу почались у нього проблеми з орендарями. Аби придушити невдоволення Адайр стріляв в овець, що зайшли на його землю та вбив свого дворецького Джеймса Муррога. 3 квітня 1861 року він почав насильницьке виселення селян зі своїх земель. Виселення почалось з селища Лох-Барр, де першими постраждали вдова Ханна МакАвард та її шість дочок і один син — були виселені зі своєї землі. Потім почалось виселення і руйнування будинків в Магерашанган, Стагал, Клагган, Ардатор, Карлстаун. В цілому було виселено 44 родини або 244 особи.  
Ці події спричинили те, що було проголошено прокляття Адайру і його справі. Згідно цього прокляття, жоден із власників замку не буде носити прізвище Адайр. В Австралії створили фонд допомоги потерпілим з графства Донеґол. Багато потерпілих завдяки цьому емігрували в Австралію і отримали там допомогу і землю. Збереглася усна традиція пам’яті про ці трагічні події. 

## Галерея

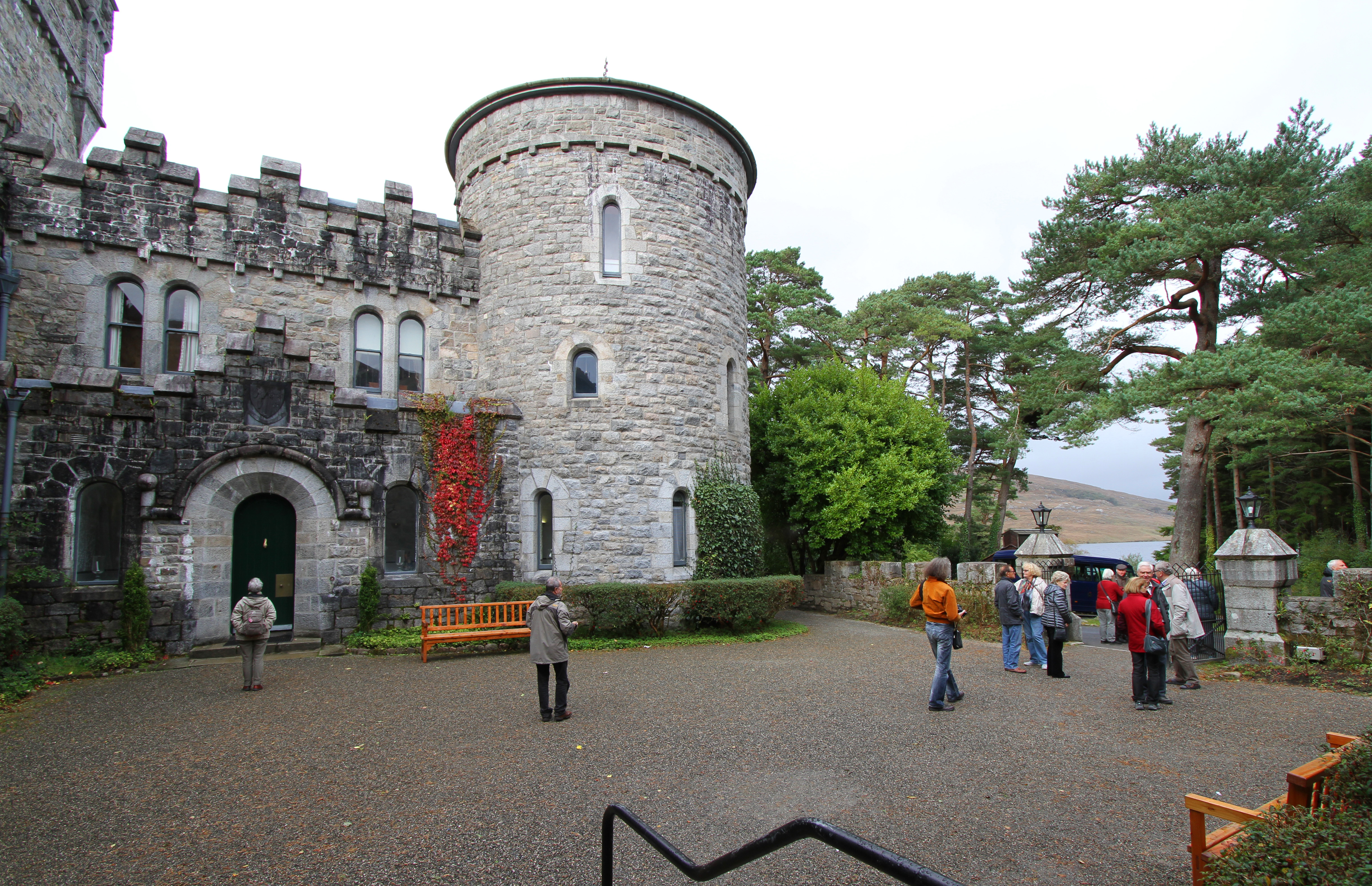
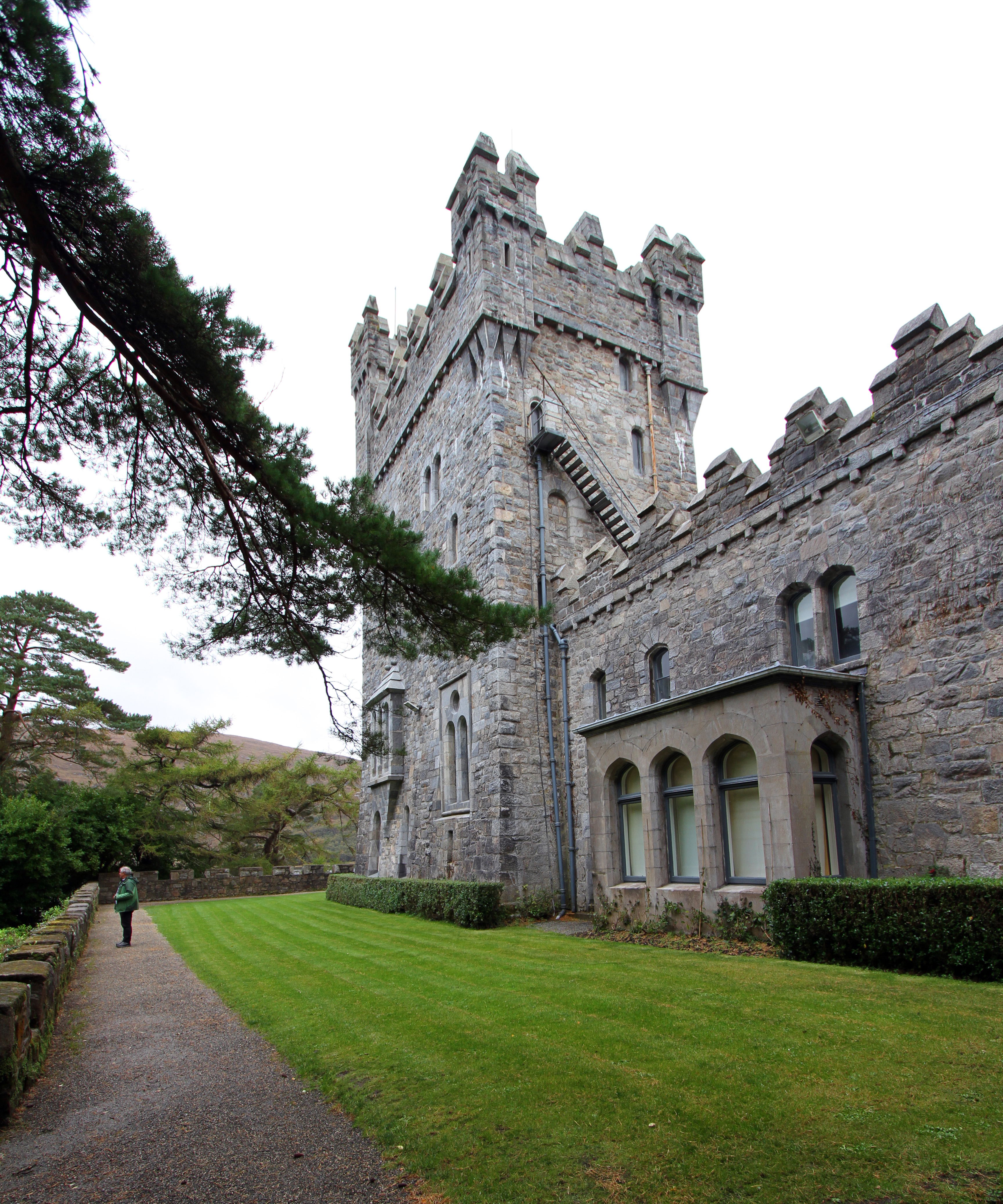
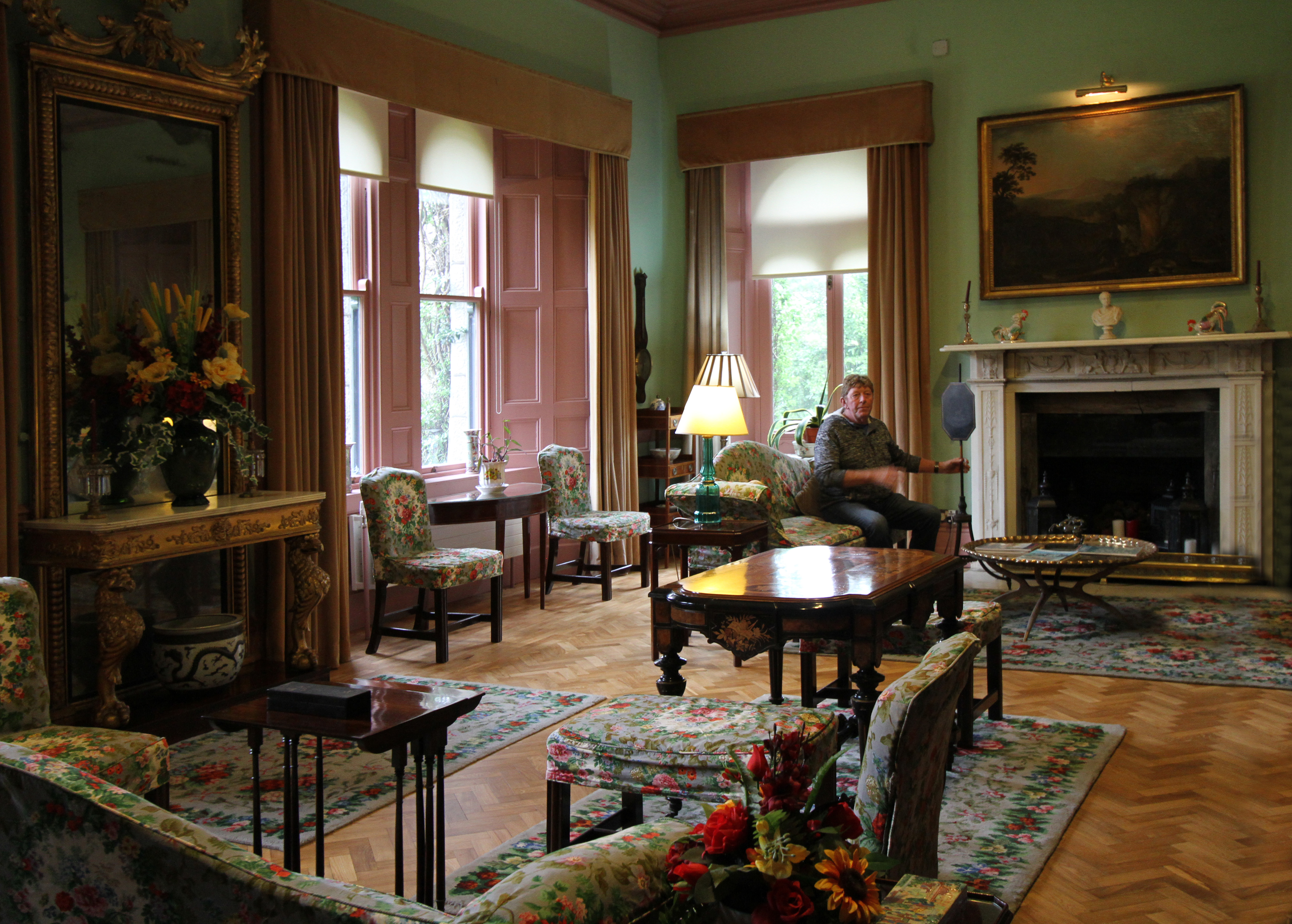
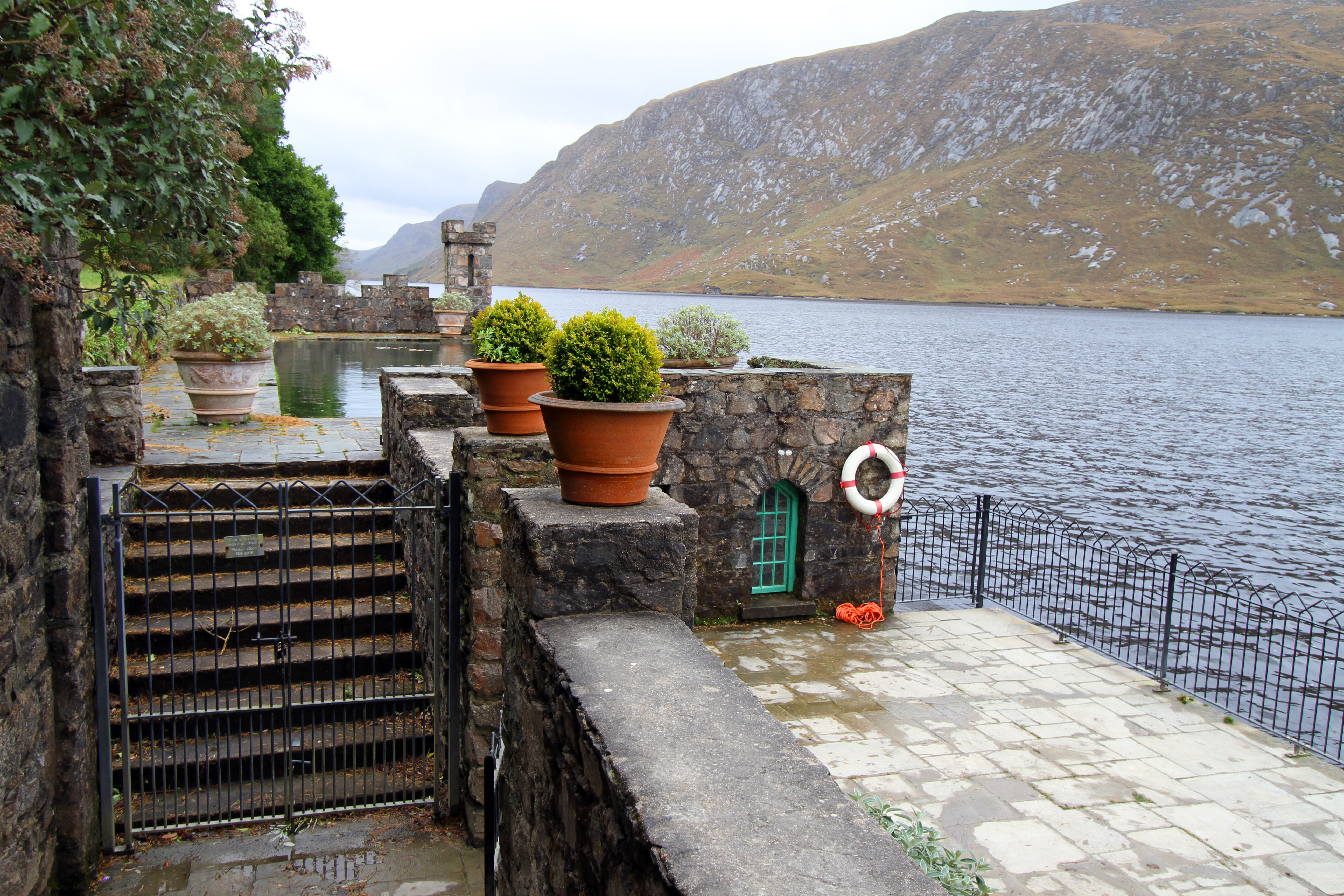
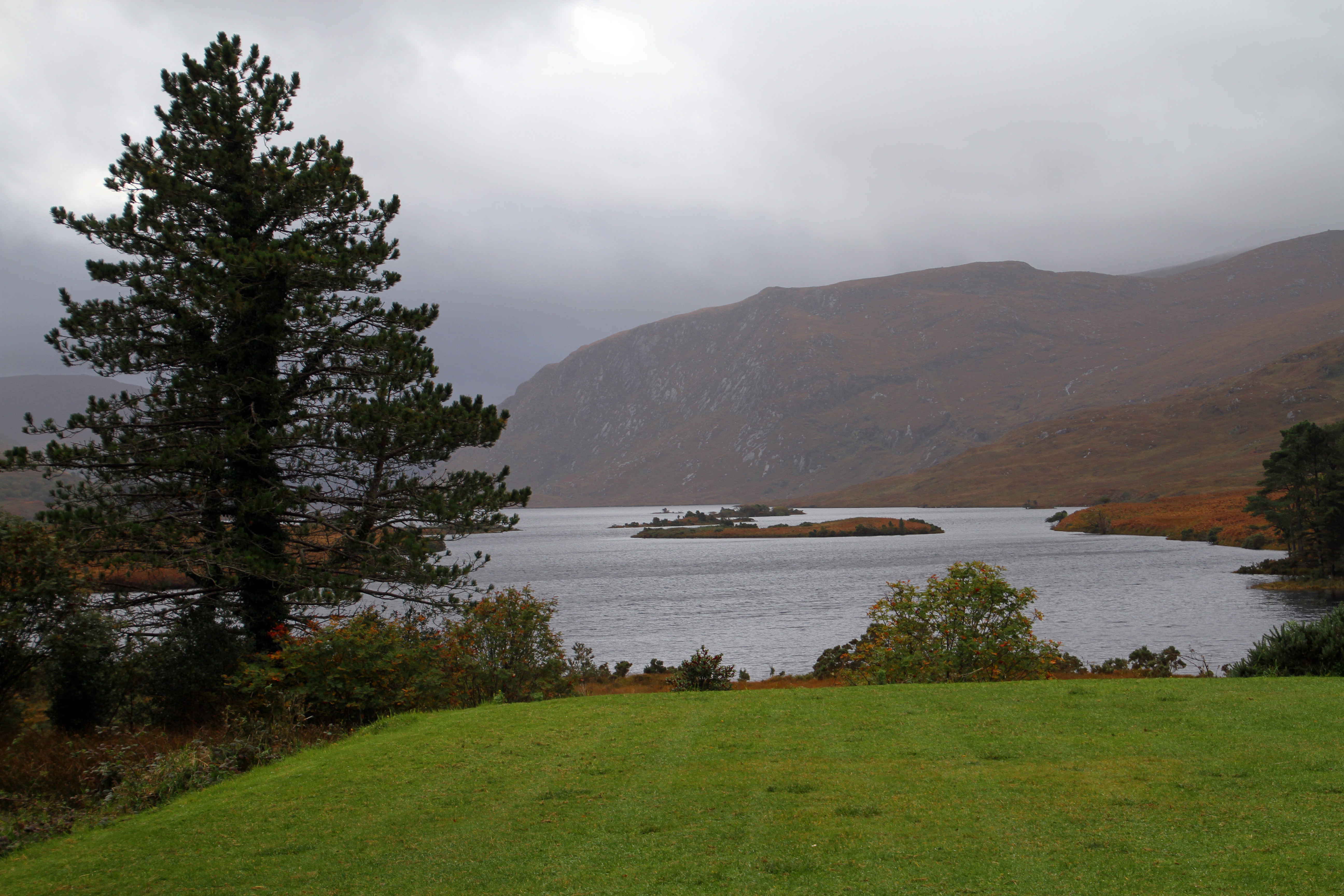